# Vala (język programowania)
Vala – język programowania stworzony na potrzeby programistów pracujących w środowisku GNOME.
W obecnej implementacji podczas kompilacji kod jest tłumaczony na C i dopiero wówczas następuje kompilacja do kodu maszynowego. Pozwala ona również na proste korzystanie z bibliotek napisanych w języku C.

## Cechy języka
- Składnia przypomina C#
- Wbudowany mechanizm sygnałów
- Interfejsy
- Obiektowość (nie pozwala na wielokrotne dziedziczenie)
- Zarządzanie pamięcią (Zliczanie referencji, RAII)
- Implementacja mechanizmu wtyczek na poziomie języka, poprzez specjalny typ
- Wsparcie dla D-Bus (od wersji 0.1.3)
- Wbudowany generator plików dla Autotools (od wersji 0.1.5)
- Wsparcie dla Cygwina i MinGW (od wersji 0.1.5)
- Wykorzystanie parsera C (od wersji 0.1.5)

## Przykładowy kod
Przykład programu „Hello, world” napisanego w Vali:
```
void
 
main
 
()
 
{

  
print
 
(
"Hello World
\n
"
);

}

```

Przykład programu „Hello, world” napisanego obiektowo w języku Vala:
```
 
using
 
GLib
;

 
class
 
Sample
 
:
 
Object
 
{

         
void
 
run
 
()
 
{

                 
stdout
.
printf
 
(
"Hello World\n"
);

         
}

         
static
 
int
 
main
 
(
string
[]
 
args
)
 
{

                 
var
 
sample
 
=
 
new
 
Sample
 
();

                 
sample
.
run
 
();

                 
return
 
0
;

         
}

 
}

```